# Now You Know
Now You Know je drugi in zadnji studijski album slovenske rock skupine Sphericube, ki je izšel 30. novembra 2010 v samozaložbi. Žanrsko je album bolj usmerjen v indie rock, v nasprotju z albumom Jugda, ki je bil orientiran bolj post-rockovsko. Album sta napovedala singla "Now You Know" in "Yr New Face", ki sta oba izšla 15. novembra 2010.
Pri snemanju v Studiu Metro je sodeloval tudi producent Janez Križaj.

## Seznam pesmi
Vse pesmi je napisala skupina Sphericube.
| Št. | Naslov                   | Dolžina |
| --- | ------------------------ | ------- |
| 1.  | „Split‟                  | 4:21    |
| 2.  | „Got Lucky‟              | 3:27    |
| 3.  | „June‟                   | 4:37    |
| 4.  | „Let's Get to the Point‟ | 3:40    |
| 5.  | „Box Of Love‟            | 4:44    |
| 6.  | „Now You Know‟           | 3:05    |
| 7.  | „Yr New Face‟            | 4:16    |

## Zasedba
Sphericube
- Andrej Lapoša — vokal, kitara, efekti
- Manuel Hahn — vokal, kitara, efekti
- David Halb — bobni, loopi, efekti

Tehnično osebje
- David Lotrič — oblikovanje
- Ruzina Frankulin — snemanje, aranžmaji, produkcija, miks
- Janez Križaj — snemanje